# Canton de Nivillers
Le canton de Nivillers est une ancienne division administrative française située dans le département de l'Oise et la région Picardie.

## Géographie
Ce canton a été organisé autour de Nivillers dans l'arrondissement de Beauvais. Son altitude varie de 46 m (Bailleul-sur-Thérain) à 169 m (Juvignies) pour une altitude moyenne de 101 m.

## Représentation

### Conseillers d'arrondissement (de 1833 à 1940)
| Période                                  | Période      | Identité                                                          | Étiquette | Qualité |
| ---------------------------------------- | ------------ | ----------------------------------------------------------------- | --------- | --- |
| 1833                                     | 1868 (décès) | Pierre de Malinguehen (1775-1868)                                 |           | Seigneur de Gouy, aide de camp du Duc d'Estissac, maire de Juvignies                                        |
| 1868                                     | 1877         | Charles-Étienne Floury                                            |           | Notaire, propriétaire à Juvignies                                                                           |
| 1877                                     | 1889 (décès) | Robert de Malinguehen (1851-1889, petit-fils de P.de Malinguehen) |           | Propriétaire du château de Douy à Juvignies                                                                 |
| 1889                                     | 1904         | Gaston-Xavier Maitre (1845-1927)                                  | Radical   | Pharmacien, conseiller municipal de Bresles                                                                 |
| 1904                                     | 1910         | Joseph Hilaire Amédée Langlet                                     | Radical   | Industriel, maire de Therdonne                                                                              |
| 25 sep. 1910                             | 1913         | Séverin Daillet                                                   |           | Maire de Bresles                                                                                            |
| 1913                                     | 1931         | Gaëtan Mathon père                                                | Radical   | Conseiller municipal de Tillé                                                                               |
| 1931                                     | 1933 (décès) | Maurice Commelin (1887-1933)                                      |           | Maire de Bonlier                                                                                            |
| 20 août 1933                             | 1937         | Benoit Jeanjean                                                   |           | Propriétaire, maire de Laversines                                                                           |
| 1937                                     | 1940         | Gaëtan Mathon fils (1894-1977)                                    | Radical   | Conseiller municipal de Tillé                                                                               |
| 1940                                     |              |                                                                   |           | Les conseils d'arrondissement ont été suspendus par la loi du 12 octobre 1940 et n'ont jamais été réactivés |
| Les données manquantes sont à compléter. |              |                                                                   |           | |

### Conseillers généraux de 1833 à 2015
| Période | Période | Identité                                       | Étiquette                             | Qualité |
| ------- | ------- | ---------------------------------------------- | ------------------------------------- | --- |
| 1833    | 1845    | Louis Ledoux de Beaumesnil-Montroy (1781-1856) |                                       | Receveur particulier des finances Juge de paix à Nivillers |
| 1845    | 1852    | Émile Leroux                                   | Droite puis Centre                    | Avocat, maire de Beauvais Représentant du peuple (1848-1851) Député (1871-1872) |
| 1852    | 1904    | Baron Émile Bourrée de Corberon                | Majorité dynastique puis Conservateur | Propriétaire Député au Corps législatif (1853-1869), maire de Troissereux |
| 1904    | 1910    | Gaston-Xavier Maître                           | Rad.                                  | Pharmacien, propriétaire à Bresles, conseiller d'arrondissement |
| 1910    | 1934    | Amédée Langlet                                 | Rad.                                  | Industriel, fabricant de brosses Maire de Therdonne |
| 1934    | 1940    | Désiré Dupont                                  | RG                                    | Cultivateur Adjoint au Maire de Nivillers Nommé conseiller départemental en 1943 |
|         |         |                                                |                                       | |
| 1945    | 1988    | Maurice Segonds (1911-1989)                    | SFIO puis PS                          | Employé des P.T.T. et exploitant forestier Conseiller municipal de Beauvais (1945-1953 et 1983-1989) Maire de Bonlier (1953-1965) puis de Bailleul-sur-Thérain (1965-1971)                                                                                                 |
| 1988    | 2015    | Yves Rome                                      | PS                                    | Conseiller en formation continue Président du Conseil Général (2004-2015) Ancien Maire de Bailleul-sur-Thérain (1989-2004) Adjoint au Maire de Bailleul-sur-Thérain Président de la Communauté de Communes rurales du Beauvaisis Député (1997-2002) - Sénateur (2011-2017) |

## Composition
Le canton de Nivillers a groupé 20 communes et a compté 15 002 habitants (recensement de 1999 sans doubles comptes).
| Communes                 | Population (2012) | Code postal | Code Insee |
| ------------------------ | ----------------- | ----------- | ---------- |
| Bailleul-sur-Thérain     | 1 753             | 60930       | 60041      |
| Bonlier                  | 385               | 60510       | 60081      |
| Bresles                  | 3 749             | 60510       | 60103      |
| Le Fay-Saint-Quentin     | 475               | 60510       | 60230      |
| Fontaine-Saint-Lucien    | 132               | 60480       | 60243      |
| Fouquerolles             | 280               | 60510       | 60251      |
| Guignecourt              | 415               | 60480       | 60290      |
| Haudivillers             | 832               | 60510       | 60302      |
| Juvignies                | 277               | 60112       | 60328      |
| Lafraye                  | 278               | 60510       | 60339      |
| Laversines               | 887               | 60510       | 60355      |
| Maisoncelle-Saint-Pierre | 141               | 60112       | 60376      |
| Nivillers                | 196               | 60510       | 60461      |
| Oroër                    | 538               | 60510       | 60480      |
| Rochy-Condé              | 634               | 60510       | 60542      |
| Therdonne                | 802               | 60510       | 60628      |
| Tillé                    | 1 074             | 60000       | 60639      |
| Troissereux              | 1 128             | 60112       | 60646      |
| Velennes                 | 271               | 60510       | 60663      |
| Verderel-lès-Sauqueuse   | 755               | 60112       | 60668      |

## Démographie
| 1962  | 1968   | 1975   | 1982   | 1990   | 1999   | 2009 |
| ----- | ------ | ------ | ------ | ------ | ------ | ---- |
| 9 441 | 10 334 | 11 102 | 12 730 | 14 218 | 15 002 | -    |